# (3280) Grétry
(3280) Gretry, désignation internationale (3280) Grétry, est un astéroïde de la ceinture principale.
Il est nommé en mémoire d'André Grétry (1741-1813), compositeur d'opéras.

## Description
(3280) Gretry est un astéroïde de la ceinture principale. Il fut découvert le 17 septembre 1933 à Uccle par Fernand Rigaux. Il présente une orbite caractérisée par un demi-grand axe de 2,58 UA, une excentricité de 0,18 et une inclinaison de 2,2° par rapport à l'écliptique.

## Compléments